# Idse
Idse ist eine Insel in der Kommune Strand im norwegischen Fylke Rogaland. Im Jahr 2017 lebten 116 Menschen auf der Insel, deren wichtigste Einnahmequelle der Tourismus ist.

## Lage
Die Insel Idse befindet sich östlich von Stavanger und südwestlich vom Verwaltungszentrum der Kommune Strand, Jørpeland. Von Idse aus südwestlich verläuft der Høgsfjord, in dessen Mündungsgebiet die Insel liegt, ins Landesinnere. In unmittelbarer Umgebung Idses befinden sich zahlreiche weitere Inseln, die allerdings flächenmäßig kleiner sind. Nördlich liegt die Insel Heng.

## Verkehr
Idse ist durch eine Brücke an das Straßennetz angebunden. Diese verläuft über den Idsesund zur benachbarten Insel Idsal, von wo eine weitere Brücke auf das Festland führt. Außerdem verfügt Idse über einen Anleger für Kleinboote.